# Parco Segantini
Il parco Segantini è un parco pubblico di Milano, sito nel Municipio 6, tra via Segantini, Piazza Belfanti, viale Liguria, via dei Crollalanza e via Argelati. A nord e ovest è delimitato dalla roggia Boniforti, parte del sistema dei navigli di Milano.

## Storia
Il parco si trova nella sede dell'Istituto sieroterapico milanese, chiuso nel 1993. Sottoposto a grande riconversione, viene aperto il 7 giugno 2015.
Il parco non è attualmente completo, si attende la costruzione di aree fitness e di parchi infantili dotati di giochi: il progetto esecutivo è stato approvato nel 2023.

## Orti e foresta di bambù
Nel parco si trovano degli orti cooperativi gestiti dall'associazione Parco Segantini, è inoltre presente una piccola foresta di Bambù.